# Partizanski povojni zločini v Zagrebu
Partizanski povojni zločini v Zagrebu označujejo pokol, ki so ga po koncu druge svetovne vojne v Zagrebu storili Titovi partizani. Poboji so bile izvedene na stratiščih v okoliških gozdovih in na poljih. S sojenjem ali brez tega so nove jugoslovanske oblasti pobile pripadnike hrvaških oboroženih sil, nemške vojake, uradnike NDH, pripadnike ustaškega gibanja in številne druge civiliste.
V zagrebških taboriščih so komunistične oblasti mučile in pobijale hrvaške in nemške vojake, civiliste, ženske in otroke, najbolj razvpita pa sta bila taborišče Prečko in taborišče Kanal.
V mestu Zagreb je bilo odkritih in identificiranih več kot 70 množičnih grobov, v okolici pa več kot 60. Največja stratišča, na katerih je bilo v Zagrebu ubitih in vrženih na desettisoče ljudi, so: Gračani s številnimi velikimi grobovi, Prečko, Tuškanac (Dubravkin put) in mnogi drugi.
Tudi bolnikom in ranjencem iz zagrebških bolnišnic ni bilo prizanesena sreča. Po dokumentiranih podatkih je bilo ubitih 4791 ranjencev iz stalnih in začasnih bolnišnic v Zagrebu.